# فانفولا
فانفولا (انگلیسی: Fanfulla؛ ۲۷ اوت ۱۸۹۱ – ۵ ژانویهٔ ۱۹۷۱) هنرپیشه اهل ایتالیا بود.
از فیلم‌هایی که وی در آن نقش داشته است، می‌توان به ساتیریکون فلینی اشاره کرد. فانفولا در سال ۱۹۷۰ برنده جایزه انجمن ملی فیلم ایتالیا بهترین بازیگر نقش مکمل مرد شده است.